# Ники Дюс
„Ники Дюс“ (на английски: Nicky Deuce) е американско-канадски комедиен ТВ филм от 2013 г., копродуциран от Nickelodeon и YTV с участието на Ноа Мънк, и е базиран на книгата „Ники Дюс: Добре дошъл в семейството“ от Стивън Шрипа и Чарлс Флеминг. Режисьор е Джонатан Розенбаум, а сценарият е на Арт Едлър Браун, Анди Калахан и Дъглас Слоун. Филмът е премиерно излъчен по Nickelodeon на 27 май 2013 г.

## Актьорски състав
- Ноа Мънк – Никълъс Борели втори (Ники Дюс)
- Стив Шрипа – Чичо Франки
- Рита Морено – Баба Тути
- Винсънт Куратола – Поли
- Тони Сирико – Чарли Цимент
- Джеймс Гандолфини – Боби Егс
- Майкъл Империоли – Докторът
- Касиус Крийтни – Томи
- Кристин Проспери – Дона

## В България
В България филмът е излъчен по локалната версия на „Никелодеон“ през 2015 г.
Филмът е достъпен в стрийминг платформата SkyShowtime.
| Роля          | Изпълнител                  |
| ------------- | --------------------------- |
| Ники Дюс      | Живко Джуранов              |
| Баба Тути     | Василка Сугарева            |
| Чичо Чарли    | Стефан Сърчаджиев-Съра      |
| Томи          | Росен Русев                 |
| Дона          | Мина Костова                |
| Чарли Цимент  | Константин Лунгов           |
| Поли          | Петър Върбанов              |
| Боби Егс      | Георги Иванов               |
| Докторът      | Георги Стоянов              |
| Кармин        | Георги Стоянов              |
| Други гласове | Алекс Анмахян Симона Нанова |

| Обработка              | Александра Аудио |
| ---------------------- | ---------------- |
| Изпълнителен продуцент | Васил Новаков    |
| Преводач               | Весела Николова  |
| Тонрежисьор            | Ангел Топорчев   |
| Режисьор на дублажа    | Симона Нанова    |